# 斯蒂芬妮·J·布洛克
斯蒂芬妮·J·布洛克（英語：Stephanie J. Block，1972年9月19日—），女，美国演员、歌手。曾获得托尼奖最佳音乐剧女主角。